# Ana Čolović Lešoska
Ana Čolović Lešoska, mk. Ана Чоловиќ Лешоска (ur. 1979 w Skopju) – macedońska biolożka i działaczka ekologiczna. W 2019 jako pierwsza osoba z Macedonii Północnej otrzymała nagrodę Goldmanów.
Od września 2002 jest dyrektorem założonej przez siebie organizacji: Centrum Badań i Informacji o Środowisku Eko-Svest, która działa na rzecz ochrony parków narodowych i dziedzictwa kulturowego Macedonii Północnej przed inwestycjami, zachęca do udziału obywateli w krajowej strategii energetycznej kraju oraz promuje zrównoważony transport, gospodarkę odpadami i odnawialne źródła energii.
W 2011 roku rozpoczęła kampanię mającą na celu odcięcie międzynarodowych funduszy, dzięki którym miały powstać dwie duże elektrownie wodne. Sprzeciw budziła ich lokalizacja: wybudowane miały zostać w Parku Narodowym Mavrovo – najstarszym i największym parku narodowym Macedonii Północnej. Znajduje się w nim ok. 1000 różnych gatunków, w tym także siedliska prawie wymarłego rysia bałkańskiego (łac. Lynx lynx martinoi). W 2013 roku złożyła skargę, powołując się na Konwencję o ochronie gatunków dzikiej flory i fauny europejskiej oraz ich siedlisk. W 2015 roku Bank Światowy wycofał finansowanie pierwszego projektu hydroenergetycznego, a w 2017 roku Europejski Bank Odbudowy i Rozwoju anulował pożyczkę dla rządu Macedonii Północnej na budowę drugiego projektu.
W 2019 jako pierwsza osoba z Macedonii Północnej otrzymała nagrodę Goldmanów.